# Río Mayo (Argentina)
El Mayo es un río que se encuentra en el departamento Río Senguer, provincia del Chubut en la Patagonia, República Argentina. Es tributario del río Senguer, formando parte de la cuenca endorreica de éste, aunque hasta mediados del siglo XX formaba parte de la cuenca del río Chubut, al cual aporta pequeños caudales en años particularmente lluviosos. El río es ideal para la pesca de truchas arcoíris, percas y pejerreyes.

## Toponimia

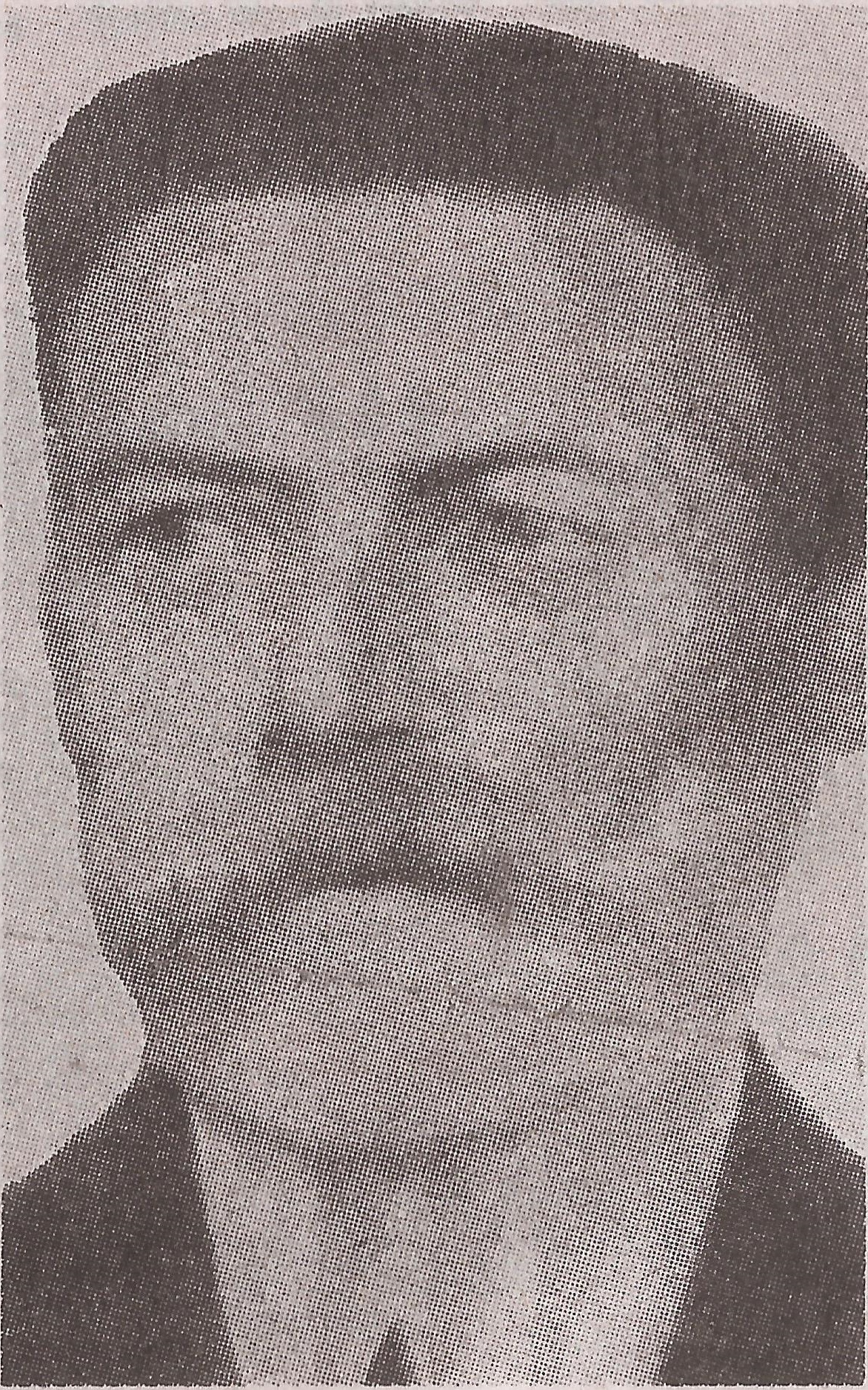
Gregorio Mayo.

El nombre del río se debe a Gregorio Mayo, perteneciente a la expedición de Los Rifleros del Chubut, realizada en 1884 para el reconocimiento de las tierras occidentales del Territorio Nacional del Chubut.

## Recorrido
El río Mayo nace en el Cerro Reculado (1376 m s. n. m.). En las cercanías de la localidad de Alto Río Mayo, a unos 583 m s. n. m., se une con el Arroyo Ñirhuao y luego unos 40 km río abajo con el arroyo Chalía. Luego recorre en sentido oeste - este. En la localidad homónima a 516 m s. n. m. se une con el río Guenguel, en una zona donde se conformó un valle productivo dedicado a la ganadería. Finalmente, recibe las aguas de cañadones y cursos de agua temporales hasta su desembocadura en el río Senguer.